# エドワード (エディンバラ公爵)
エディンバラ公爵エドワード王子（Prince Edward, Duke of Edinburgh、洗礼名：エドワード・アントニー・リチャード・ルイス（Edward Antony Richard Louis）、1964年3月10日 - ）は、イギリスの王族、海軍軍人。イギリス女王エリザベス2世とエディンバラ公爵フィリップ夫妻の三男（第4子）。容貌は母親似と言われている。英国王位継承順位は姪であるユージェニー王女の第2子・アーネスト・ジョージ・ロニー・ブルックスバンクに次ぎ、2025年4月現在、第15位。
公式の称号および敬称は、“His Royal Highness Duke of Edinburgh,”（エディンバラ公爵殿下）。
兄はチャールズ3世、ヨーク公爵アンドルー。姉はプリンセス・ロイヤル・アン。

## 人物・来歴
ケンブリッジ大学ジーザス・カレッジ卒業後、イギリス海兵隊の士官となるが、1987年に軍務が肌に合わず除隊。王族男子は軍でキャリアを積むのが慣例となっているイギリス王室では異例のこととなった。その後幼い頃からの演劇好きを生かし、舞台『オペラ座の怪人』、『キャッツ』の裏方で働く。のちテレビ番組編成会社を設立。
1999年、テレビ業界の経営者ソフィー・ヘレン・リース＝ジョーンズ（1965年1月20日 - ）と結婚、ウェセックス伯爵の爵位を与えられた。英国王室の王子が結婚して爵位を賜る際には公爵が慣例であり、伯爵は異例のことである。しかし国民からはウェセックス伯爵の称号が伝説上のものとして著名であったこと（11世紀のハロルド2世以来となる）などから、「女王陛下も粋なことをなさる」とこの叙爵は好意的に受け止められた。ただし父フィリップが帯びていた「エディンバラ公爵」を将来的に叙爵されることが予定されていた。
長女ルイーズ（2003年11月8日 - ）と、長男ジェームズ（2007年12月17日 - ）の1男1女がいる。なお、伯爵夫妻の意向により、母女王が「ウェセックス伯爵夫妻の子供は、王子・王女の身分と殿下の敬称を名乗らない」と宣言したため、ルイーズとジェームズは王女・王子を名乗っていない。
2006年、甥であるウィリアム王太子のパパラッチ対策として結ばれたマスコミと王室の紳士協定を破り、自社の番組でウィリアム王子の学生時代の映像を独占的に流したことで、王族としての特権を利用したとして非難されたことから、社長を引責辞任した。
2019年3月10日に（55歳の誕生日）、母エリザベス2世からスコットランドで使用する爵位として連合王国貴族フォーファー伯爵に叙爵された。
2023年3月10日（59歳の誕生日）、兄チャールズ3世はエドワード王子にエディンバラ公位を授与した。

## 系図
- 赤枠の人物は、存命中。
- 黒枠の人物は、故人。
- 太枠の人物は、イギリス君主の子女。

## 称号

エディンバラ公爵エドワードの紋章

- 1964年3月10日 - 1999年6月19日
エドワード王子殿下（His Royal Highness The Prince Edward）
- 1999年6月19日 - 現在
ウェセックス伯爵殿下（His Royal Highness The Earl of Wessex）
- 2019年3月10日 - 現在
フォーファー伯爵殿下（His Royal Highness The Earl of Forfar：スコットランドにおける呼称）
- 2023年3月10日-現在
エディンバラ公爵殿下（His Royal Highness The Duke of Edinburgh）